# Amulet (film)
Pour les articles homonymes, voir Amulet et Amulette.
Pour plus de détails, voir Fiche technique et Distribution.
Amulet est un film d'horreur britannique réalisé par Romola Garai et sorti en 2020. Il s'agit de son premier long métrage en tant que réalisatrice.
Il est présenté au festival du film de Sundance 2020.

## Synopsis
Un ancien soldat, aujourd'hui sans-abri à Londres, se voit offrir un logement dans une maison en décomposition habitée par une jeune femme et sa mère mourante. Alors qu'il commence à tomber amoureux d'elle, il découvre que quelque chose de sinistre se passe.

## Fiche technique
Sauf indication contraire, les informations mentionnées dans cette section peuvent être confirmées par la base de données cinématographiques IMDb,  présente dans la section « Liens externes ».
- Titre original : Amulet
- Réalisation et scénario : Romola Garai
- Direction artistique : Lucy Gahagan
- Décors : Francesca Massariol
- Costumes : Holly Smart
- Musique : Sarah Angliss
- Montage : Alastair Reid
- Photographie : Laura Bellingham
- Production : Robyn Forsythe, Maggie Monteith et Matthew James Wilkinson
  - Production exécutive : Reinhard Besser, Phil Hunt, Damian Jones, Walter Mair, James Norrie, Bob Portal, Chris Reed, Compton Ross, Inderpal Singh et Pat Wintersgill
- Sociétés de production : Head Gear Films, Kreo Films FZ, Metrol Technology et Trigger Films
- Pays d'origine :  Royaume-Uni
- Langue originale : anglais
- Format : couleur
- Genre : Horreur
- Dates de sortie[1] : 
  - États-Unis : 26 janvier 2020 (festival de Sundance)
  - États-Unis :, Canada : 24 juillet 2020 (sortie limitée en salles et vidéo à la demande)
  - France : 4 septembre 2020 (L'Étrange Festival)

## Distribution
- Carla Juri : Magda
- Imelda Staunton : Claire
- Alec Secăreanu : Tomaz
- Paul O'Kelly : un entrepreneur
- Tom Bennett : un soldat
- Perry Jaques : l'homme du van
- Yonah Odoom : une soudanaise
- Louis Jay Jordan : un squatteur
- Amanda Quach : une fille au pub
- William E. Lester : la voix de la mère
- Anah Ruddin : la mère

## Nomination
- Festival de Sundance 2020 : Section « Midnight »